# František Raboň
|  | No confondre amb el seu pare František Raboň |

František Raboň (Praga, 26 de setembre de 1983) és un ciclista txec, professional del 2006 al 2013.
Amb un brillant palmarès com a ciclista amateur, el 2006 passà a professional. El 2008, 2009 i 2010 guanyà el campionat nacional de contrarellotge individual.
Un cop retirat va competir en BTT.

## Palmarès
- 2003
  - Vencedor d'una etapa del Baltyk-Karkonosze Tour
- 2004
  - Vencedor d'una etapa de la Volta al Marroc
  - Vencedor d'una etapa de la Volta a Eslovàquia
  - Vencedor d'una etapa del Baltyk-Karkonosze Tour
- 2005
  - Campió d'Europa en ruta sub-23
  - Campió de Txèquia en ruta amateur
  - Campió de Txèquia de CRI amateur
  - 1r al Memorial Andrzeja Trochnowskiego
  - Vencedor d'una etapa de la Volta a Eslovàquia
  - Vencedor d'una etapa de la Malopolski Wyscig Gorski
  - Vencedor d'una etapa de la Paths of King Nikola
- 2008
  -  Campió de Txèquia de CRI
  - Vencedor d'una etapa de la Volta a Irlanda
- 2009
  -  Campió de Txèquia de CRI
  - Vencedor d'una etapa a la Volta a Múrcia
  - Vencedor d'una etapa al Tour de Romandia
- 2010
  -  Campió de Txèquia de CRI
  - 1r a la Volta a Múrcia i vencedor d'una etapa

### Resultats al Giro d'Itàlia
- 2006. 147è de la classificació general
- 2007. 79è de la classificació general
- 2008. 101è de la classificació general
- 2010. 134è de la classificació general

### Resultats a la Volta a Espanya
- 2009. 134è de la classificació general